# Patrick Kisnorbo
Patrick Fabio Maxime Kisnorbo (Melbourne, 24 maart 1981) is een Australische voetballer, zoon van een Mauritiaanse vader en een Italiaanse moeder. Hij staat als verdediger onder contract bij het Australische Melbourne Heart.

## School, jeugd en clubvoetbal
Kisborbo speelde in de jeugdelftallen van Essendon Royals en Bulleen Zebras en volgde zijn middelbareschoolopleiding bij  St Bernards College. Hij voetbalde met het schoolteam in de ACC-competitie en won die als aanvoerder in 1998. Bij South Melbourne FC (toen South Melbourne Hellas genaamd) speelde hij van 1999 tot 2003. In het seizoen 1999-2000 speelde hij in het jeugdelftal, in 2001 won hij met de hoofdmacht de Minor Premiership en speelde tot 2003 in de National Soccer League. Toen deze door financiële problemen en tekort aan publiek begon in te storten ging hij in juli 2004 naar het Schotse Heart of Midlothian FC. In 2005 kwam de verdediger bij Leicester City FC en groeide uit tot aanvoerder. In 2009 verkaste hij naar Leeds United AFC.

## Interlandvoetbal
Kisnorbo speelde in 2000 in het Australische team onder de 20 en in 2001 in het jeugdelftal. Op 6 juli 2002 debuteerde hij in het Australisch nationaal elftal in een wedstrijd om de Oceanië Cup tegen Vanuatu en verloor de finale van het Nieuw-Zeelands voetbalelftal. Hij behoorde tot de selectie voor de Azië Cup 2007, het eerste Aziatische toernooi waaraan Australië deelnam nadat het in januari 2007 overstapte van de Oceanische voetbalbond naar de Aziatische voetbalbond.

## Trivia
- Door een shirt dat Patrick als baby van een jaar kreeg van zijn tante Janet is hij al zijn hele leven supporter van Carlton Football Club, een club in het Australian football in zijn geboortestad. Hij was ook goed in dit footy, maar het soccer, het voetbal volgens de FIFA-regels, heeft bij hem altijd voorop gestaan.